# Родас, Артуро
Артуро Родас (род. 3 марта 1954, Кито) — эквадорский композитор, французский подданный, автор произведений для оркестра, камерной музыки, вокальной, электроакустической музыки. Работал над различными проектами в сотрудничестве с художниками и режиссёрами.

## Биография
Он учился в Национальной музыкальной консерватории Кито. Его учителем был, среди прочих, Патрисио Писарро. Также он брал частные уроки по композиции у Херардо Гевара. Артуро Родас окончил юридический факультет в Центральном университете Эквадора. В 1978 и 1979 годах он был ассистентом французского композитора Джосе Бергмана в Кито и в Париже. В 1981 году получил стипендию от французского правительства в Нормальной школе музыки под руководством Джинет Келлер (контрапункт) и Йощийса Тайра (композиция).
В 1983 году с помощью стипендии от Центра Acanthes прошёл курс по композиции у Лучано Берио в Экс-ан-Провансе. Он изучал электроакустическую музыку у Месиаса Майгуашка в Европейском Центре Музыкальных Исследований (CERM) города Мец и у Фила Ваксмана в Лондоне. Он также занимался на различных курсах в IRCAM Парижа. В 1983 году в Париже его сочинение Entropía стало финалистом на Международном конкурсе оркестровых сочинений Max Deutsch. Оно было исполнено оркестром «Иль де Франс» под руководством Александра Мирата.
В 1984 году, когда он вернулся в Эквадор, некоторые из его оркестровых работ были исполнены Национальным симфоническим оркестром под управлением Альваро Мансано. С 1986 по декабрь 1989 года он был редактором музыкального журнала Opus. В Эквадоре он стал одним из «заметных композиторов нового поколения». В 1989 году он получил финансовую поддержку от ЮНЕСКО, чтобы сочинять музыку. Джон Уокер пишет: "Центральный банк Эквадора опубликовал в 1988 году двойной компакт-диск с сочинениями Родаса, как первый альбом из серии «эквадорские современные композиторы». Здесь собраны такие сочинения как Fibris, Arcaica, Clímax, Андино III, ¡Oh. …!, Морденте, Инверсированные пространства .
С конца 1989 года композитор проживает в Лондоне, но учебный год с 1998 по 1999 он жил в Риме. Его сочинения были исполнены в разных странах мира. Он является также организатором концертов и фестивалей. «Артуро Родас продвигает универсальную современность в своей стране…». Произведения Родаса публикуются издательством Periferia Барселоны, а для Интернета — Virtualscore Парижа.

## Эстетика
«В его произведениях встречаются различные приемы: экспериментально-этнический (Андино I — IV, Laúdico); полифония звуковых масс (Entropía, Arcaica); алеаторика (Fibris, Ramificaciones Temporales); чисто формальные эксперименты (Obsesiva, La, Kамерные мелодии). Эти приемы унифицируются с самого начала своего творчества (Fibris, Clímax, Güilli-Gu). В более поздних сочинениях присутствует простота языка, которая скрывает сложности фактуры (24,5 прелюдии для фортепиано, атональные фуги и инструментальная опера Древо птиц) „.
Аудио: Pan comido сюита в 4-х частях для фортепиано и компакт-диска. Фрэнсис Янг — фортепиано

## Сочинения
| Год     | Название                                                                                     | Состав                                          | Продолжительность             |
| ------- | -------------------------------------------------------------------------------------------- | ----------------------------------------------- | ----------------------------- |
| 1980    | Andino для флейты                                                                            | Флейта соло                                     | 5'                            |
| 1981    | Entropía для оркестра                                                                        | Оркестровая музыка                              | 10'                           |
| 1983    | Andino III для флейты                                                                        | Флейта соло                                     | 9' 59“                        |
| 1984    | Arcaica концерт для ударных с оркестром                                                      | Оркестровая музыка                              | 15' 15»                       |
| 1984    | Mordente для квартета кларнетов                                                              | Инструментальная музыка                         | 6' 54"                        |
| 1985    | Clímax для оркестра                                                                          | Оркестровая музыка                              | 13' 42"                       |
| 1985    | Espacios Invertidos для ударных                                                              | Ударные                                         | 7' 52"                        |
| 1985    | Ramificaciones Temporales для кларнета и визуальных искусств                                 | Сольная музыка (мультимедиа)                    | 20' — {\displaystyle \infty } |
| 1985    | Güilli Gu оперная установка для оркестра и визуальных искусств (либретто на основе живописи) | Оркестровая музыка (мультимедиа)                | 6' — {\displaystyle \infty }  |
| 1986    | Fibris для оркестра                                                                          | Оркестровая музыка                              | 10" 13"                       |
| 1986    | ¡ Oh ! для трубы                                                                             | Труба соло                                      | 5' 30"                        |
| 1987    | Камерные мелодии для камерного оркестра                                                      | Камерная оркестровая музыка                     | 11'                           |
| 1987    | ¡ Oh ! для фортепиано                                                                        | Фортепиано соло                                 | 11' 30"                       |
| 1987    | Obstinado для виолончели                                                                     | Виолончель соло                                 | 6'                            |
| 1987    | Obsesiva для чтеца, электроакустики и оркестра                                               | Оркестровая музыка (электроакустика)            | 12'                           |
| 1987    | Introitus для хора с оркестром                                                               | Оркестровая музыка (Хор)                        | 5'                            |
| 1988    | Kyrie для певцов хора и оркестра                                                             | Оркестровая музыка (Хор)                        | 4'                            |
| 1988    | La для хора с оркестром                                                                      | Оркестровая музыка (Хор)                        | 8'                            |
| 1989    | A, B, C, D для струнного квартета                                                            | Инструментальная музыка                         | 13'                           |
| 1990    | Había una vez для хора с камерным оркестром                                                  | Оркестровая музыка (Хор)                        | 11'                           |
| 1991    | Andante для саксофона, фортепиано и ударных                                                  | Инструментальная музыка                         | 12'                           |
| 1992    | Obstinado II для виолончели                                                                  | Виолончель соло                                 | 9'                            |
| 1992    | Espacios invertidos II Виолончель соло                                                       | Ударные                                         | 7' 30"                        |
| 1992    | Andino IV для флейты                                                                         | Флейта соло                                     | 14'                           |
| 1993    | Mordente II для чтеца и квартета кларнетов                                                   | Оркестровая музыка (мультимедиа)                | 12'                           |
| 1996    | Lieder для ударных                                                                           | Ударные                                         | 13'                           |
| 1997    | Full Moon Business для камерного оркестра                                                    | Камерная оркестровая музыка                     | 14'                           |
| 1999    | 24.5 Прелюдии для фортепиано                                                                 | Фортепиано соло                                 | 56'                           |
| 2001    | Bailecito для магнитофонной ленты                                                            | Электроакустика                                 | 5'                            |
| 2001    | Fermez les yeux svp для магнитофонной ленты                                                  | Электроакустика                                 | 5' 58"                        |
| 2001    | Плач жесткого диска для магнитофонной ленты                                                  | Электроакустика                                 | 6' 20"                        |
| 2002    | Buñuelos для трубы                                                                           | Труба соло                                      | 10'                           |
| 2002    | Mandolínico для мандолины                                                                    | Мандолина соло                                  | 6' 15"                        |
| 2002    | Laúdico для лютни                                                                            | Лютня соло                                      | 4' 50"                        |
| 2002-03 | Древо птиц опера для голосов инструментов                                                    | Инструментальная музыка (мультимедиа)           | 2h — {\displaystyle \infty }  |
| 2002    | Tutti frutti увертюра к Древо птиц                                                           | Фортепиано соло / электроакустика / мультимедиа | 10' 37"                       |
| 2003    | Finale последняя пьеса к Древо птиц                                                          | Виолончель соло / электроакустика / мультимедиа | 5' 24"                        |
| 2003    | Il était une fois … для хора                                                                 | Хоровая музыка                                  | 3'                            |
| 2003    | sol-fa-mi-ré-é-do-o-la-a для хора                                                            | Хоровая музыка                                  | 3' 15"                        |
| 2003    | Упражнение для фортепиано и DVD                                                              | Сольная музыка / электроакустика                | 4'                            |
| 2004    | Pan Comido сюита из 4 пьес для фортепиано и магнитофонной ленты                              | Сольная музыка / электроакустика / мультимедиа  | 12'                           |
| 2005    | Organillo для органа                                                                         | Сольная музыка (орган)                          | 7'                            |
| 2007    | Ta-i-a-o-a для предварительно записанного сопрано и магнитофонной ленты                      | Вокальная музыка/ электроакустика / мультимедиа | 7' 10"                        |
| 2007    | Anónimo для квартета духовых                                                                 | Инструментальная музыка                         | 4’23"                         |
| 2007    | Reflejos en la Noche для фортепиано                                                          | Сольная музыка                                  | 4' 30"                        |
| 2007    | Papeleo sin fin для контртенора                                                              | Вокальная музыка                                | 4' 30"                        |
| 2008    | Ricercare для 3 ударных установок                                                            | Инструментальная музыка                         | 10'                           |
| 2008    | Fuga Atonal I для гобоя д’амур и фортепиано                                                  | Инструментальная музыка (дуэт)                  | 6' 30"                        |
| 2008    | Fuga Atonal II для струнного квартета                                                        | Инструментальная музыка                         | 9'                            |

## Статьи
- Родас, Артуро. Анализ музыкальной формы Güilli-Gu. Журнал Cultura, Центральный Банк Эквадора, т. IX № 26. Ред. — Ирвинг Иван Сапатер, сентябрь-декабрь 1986: стр. 387—402
- Родас, Артуро. Час Месиаса Майгуашка, Журнал Opus № 15, сентябрь 1987: стр. 17-19.
- Родас, Артуро. Херардо Гевара в музыкальном перекрестке, журнал Opus № 15, сентябрь 1987: стр. 20-21. Перепечатка статьи, опубликованной журналом Impulso 2000, ноябрь 1986 года.
- Луис Умберто Сальгадо: журнал Opus No.31, Центральный банк Эквадора. Монографический выпуск Артура Родаса, январь 1989 года.

## Список литературы
- Беаг, Жерар. 2001. Эквадор. Музыкальное искусство. Музыкальный словарь Гроува, второе издание, под редакцией Стэнли Сэди и Джон Тиррелл. Лондон, издательство «Macmillan», Нью-Йорк: Музыкальный словарь Гроува.
- Кампос, Хорхе. 2008, примечание для издательства (недоступная ссылка) Periferia Барселоны
- Шодрон Андре: «Артуро Родас», Амстердам: Страница современной музыки, 10 июля 2002.
- Энциклопедия эквадорской музыки. Музыковедческая корпорация Эквадора (CONMUSICA). Редактор — Пабло Герреро Гутьеррес. Кито, 2003.
- Мартин, Анн-Мари, заметка об Артуро Родасе для издательства «Periferia» Барселоны, декабрь 2009.
- Саэнс Андраде, Бруно. Концерт для публики. Газета «Hoy» от 9/7/1991.
- Вальдано, Хуан Эстебан. Анализ «Fibris». Журнал «Опус» № 15, сентябрь 1987, стр. 42-51
- Уокер, Джон Л. «Молодое поколение эквадорских композиторов», Латиноамериканское музыкальное обозрение Университета Техаса, том 22, номер 2, осень / зима 2001, стр. 199—213
- Уокер, Джон Л. 2007. "Поющие в чужой стране: национальное самосознание в эквадорской музыке. Статья, представленная на конгрессе «Ассоциации латиноамериканских исследований», Монреаль, Канада, 5-7 сентября 2007.

## Партитуры
- Издательство Periferia Испания
- Virtualscore, Издательский музыкальный дом для Интернета, Париж